# Muzio de' Vecchi
Muzio de' Vecchi (Sulmona, 1º settembre 1669 – 25 agosto 1724) è stato un vescovo cattolico italiano.

## Biografia
Nato nel 1669 a Sulmona, il 22 novembre 1716 fu ordinato sacerdote. Il 28 febbraio 1719 conseguì la laurea in filosofia e teologia all'Università "La Sapienza" di Roma.
Il 29 marzo 1719 venne nominato vescovo dei Marsi, diocesi che all'epoca aveva sede a Pescina, da papa Clemente XI e fu consacrato il 23 aprile successivo a Roma dal cardinale Fabrizio Paolucci, cardinale vescovo di Albano, insieme a Camillo Marazzani e Prospero Marefoschi come co-consacranti. Mantenne l'incarico fino alla morte, avvenuta nel 1724.

## Genealogia episcopale
La genealogia episcopale è:
- Cardinale Scipione Rebiba
- Cardinale Giulio Antonio Santori
- Cardinale Girolamo Bernerio, O.P.
- Arcivescovo Galeazzo Sanvitale
- Cardinale Ludovico Ludovisi
- Cardinale Luigi Caetani
- Cardinale Ulderico Carpegna
- Cardinale Paluzzo Paluzzi Altieri degli Albertoni
- Cardinale Gaspare Carpegna
- Cardinale Fabrizio Paolucci
- Vescovo Muzio de' Vecchi